# Чогнари (Тержольский муниципалитет)
Чогнари (груз. ჭოგნარი) — село в Грузии, на территории Тержольского муниципалитета края (мхаре) Имеретия.

## География
Село находится в западной части Грузии, на правом берегу реки Квирилы, на расстоянии 16 километров (по прямой) к западо-северо-западу от города Тержола, административного центра муниципалитета. Абсолютная высота — 175 метра над уровнем моря.

## Население
По результатам официальной переписи населения 2014 года, в Чогнари проживал 1551 человек (792 мужчины и 759 женщин). В национальной структуре населения грузины составляли 99,5 %, русские — 0,3 %, украинцы — 0,2 %.
| Год  | Население, человек |
| ---- | ------------------ |
| 2002 | 1975               |
| 2014 | ↘ 1551             |